# 画像電子学会
一般社団法人画像電子学会（がぞうでんしがっかい、英: The Institute of Image Electronics Engineers of Japan、略称: IIEEJ）は、その名前が示すように、画像の入力・処理・伝送・蓄積・出力と、画像に関する技術全体を扱っている。
事務局を東京都荒川区荒川三丁目35-4ライオンズマンション三河島第二101号に置いている。

## 概要
画像は、人間の情報交換における最も基本的な手段の一つであり、学問分野としてこれからも様々な発展が期待されている。本学会は、当該分野の技術向上、会員の情報交換、のための活動を行っている。また、本学会は、標準化活動にも力を入れており、その成果の一つであるテストチャートや高精細カラー標準画像データの CD-ROM、DSC（デジタルスチールカメラ）用テストチャートを会員に頒布している。

## 沿革
- 1972年4月14日 - 設立。
- 2010年6月 - 一般社団法人に移行。

## 組織
本学会では、以下の専門委員会を設けて活動を行っている。
- 編集部会
  - 編集委員会
  - IEVC実行委員会
- 企画部会
  - 企画委員会
  - 年次大会実行委員会
  - セミナー委員会
  - テストチャート委員会
- 第2種研究部会
  - 第1分野（Visual Computing）
    - ビジュアルコンピューティング研究委員会（1993年発足）
    - 多次元画像研究委員会 （1988年11月発足）

  - 第2分野（メディア応用） 
    - VMA（Versatile Media Appliance）研究委員会（1992年12月発足）
    - ディジタルミュージアム・人文学（DMH）研究委員会（2021年3月再編成）

  - 第3分野（標準化）
    - 静止画符号化標準化研究委員会（1986年発足）
    - 国際標準化教育(STD)研究委員会(2012年~2020年)

  - 第4分野（生活支援） 
    - 視覚・聴覚支援システム(SVHIS)研究委員会(2012年発足)
    - 安全な暮らしのための情報技術(SSC)研究会(2012年~2024年)

  - 第5分野（表示技術）
    - デジタルサイネージとインタラクション研究委員会(2010年~2021年)
    - スマートディスプレイ研究委員会(2013年発足)

  - 第6分野（共通領域）
    - 建築と画像電子の共通領域(AIM)研究委員会(2015年発足)
    - ドローン（DRC）研究委員会(2020年10月発足)

## 表彰
- 画像電子学会論文賞
- 画像電子技術賞
- 研究奨励賞
- シニア研究奨励賞
- 西田賞（西田友是のCG分野の貢献にちなんでできた論文賞）
- VC賞
- アレキサンダー・ベイン賞

## 歴代会長
1. 小林正次 （1971-1976）
2. 柳井久義 （1977-1986）
3. 窪田啓次郎 （1987-1988）
4. 遠藤一郎 （1989-1990）
5. 尾上守夫 （1991-1992）
6. 南敏 （1993-1994）
7. 安田靖彦 （1995-1996）
8. 釜江尚彦 （1997-1998）
9. 塚田啓一 （1999-2000）
10. 鳥脇純一郎 （2001-2002）
11. 富永英義 （2003-2004）
12. 山崎泰弘 （2005-2006）
13. 青木正喜 （2006-2007）
14. 安田浩 （2007-2008）
15. 小宮一三 （2008-2009）
16. 西田友是 （2009-2010）
17. 羽鳥好律 （2010-2011）
18. 小野文孝 （2011-2012）
19. 松本充司 （2012-2013）
20. 近藤邦雄 （2013-2014）
21. 小町祐史 （2014-2015）
22. 長橋宏 （2015-2016）
23. 藤代一成 （2016-2017）
24. 石橋聡 （2017-2018）
25. 斎藤隆文 （2018-）